# テクニップFMC
テクニップFMC（英: TechnipFMC plc）は、世界50か国以上で油田開発などのエネルギープロジェクトマネジメント、関連する技術提供や建設事業などを行う、資源サービス企業。2016年、フランス・パリに本社を置くテクニップ（仏: Technip S.A.）とアメリカ合衆国・ヒューストンに本社を置くFMCテクノロジーズ（英: FMC Technologies Inc.）の合併により設立された。現在はイギリスのニューカッスル・アポン・タインに登記上の本店を、ヒューストンにオペレーション本部を置く。ニューヨーク証券取引所上場企業（NYSE: FTI）。

## 沿革
テクニップは1958年にフランス石油協会（Institut français du pétrole, IFP）が中心となり設立され、大西洋海域を中心とする海底油田や、陸上油田の開発を行ってきた。フランス政府出資企業であり、1960年代からアフリカやアジア地域での油田開発プロジェクトに参与、ヒューストンやリオデジャネイロにも拠点を開設し、1990年代以降は企業買収を重ねてパリ証券取引所とニューヨーク証券取引所に上場、世界50カ国以上で事業展開を行う国際的コングロマリットとしての地位を高めてきた。2012年8月、アメリカのストーン・アンド・ウェブスターの化学工業部門を買収した。
FMCテクノロジーズは2001年にアメリカの化学企業であるFMC Corporationからスピンオフする形で設立され、海底油田や陸上油田の開発を行い、2008年に食品や航空機関連の事業を売却してエネルギー関連に特化、ノルウェーやオーストラリアなど世界16カ国で事業展開を行ってきた。
両社の合併が2016年5月に発表され、2017年1月よりオペレーションを開始した。設立当初はロンドンを本拠地とし、パリとヒューストンにも本部を置く企業構造となったが、これはテクニップとFMCテクノロジーズ両社にとり中立的な場所を選んだ結果とされている。その後ヒューストンにオペレーション本部、登記上の本店をニューカッスル・アポン・タインに置く体制となり、2022年2月、ユーロネクスト・パリへの二元株式上場を取りやめNYSEに一本化した。